# Ciberinfrastrutture
Il termine ciberinfrastrutture (plurale, di contro all'originale inglese cyberinfrastructure, che è invece singolare, ma con significato collettivo) descrive gli ambienti della nuova ricerca a supporto di istanze avanzate, quali acquisizione di dati, immagazzinamento di dati, gestione di dati, disseminazione di dati (o data mining), visualizzazione di dati e altri servizi di elaborazione (o processing) dell'informazione e servizi informatici su Internet. Nell'uso scientifico, le ciberinfrastrutture costituiscono una soluzione tecnologica al problema della connessione efficace ed efficiente di dati, computer e persone, con l'obiettivo di permettere la derivazione di nuove conoscenze e teorie scientifiche inedite.
Nel Regno Unito, un sinonimo di cyberinfrastructure è e-science.